# زنگ‌آوای فوله‌بورن
زنگ‌آوای فوله‌بورن (نام علمی: Laniarius fuelleborni) نام یک گونه از سرده زنگ‌آواها است.